# Triptyque du Repos pendant la Fuite en Égypte
Le Triptyque du Repos pendant la Fuite en Égypte  est un petit triptyque du peintre primitif flamand Hans Memling, réalisé vers 1480. Il est démembré, transféré sur d'autres supports, retaillé et complété : le panneau central, avec le Repos pendant la fuite en Égypte entouré de Saint Jean-Baptiste sur le volet gauche et Sainte Marie-Madeleine sur le volet droit est au musée du Louvre à  Paris. Les peintures extérieures des volets, représentant saint Étienne et saint Christophe, sont au Musée d'art de Cincinnati aux États-Unis.

## Description

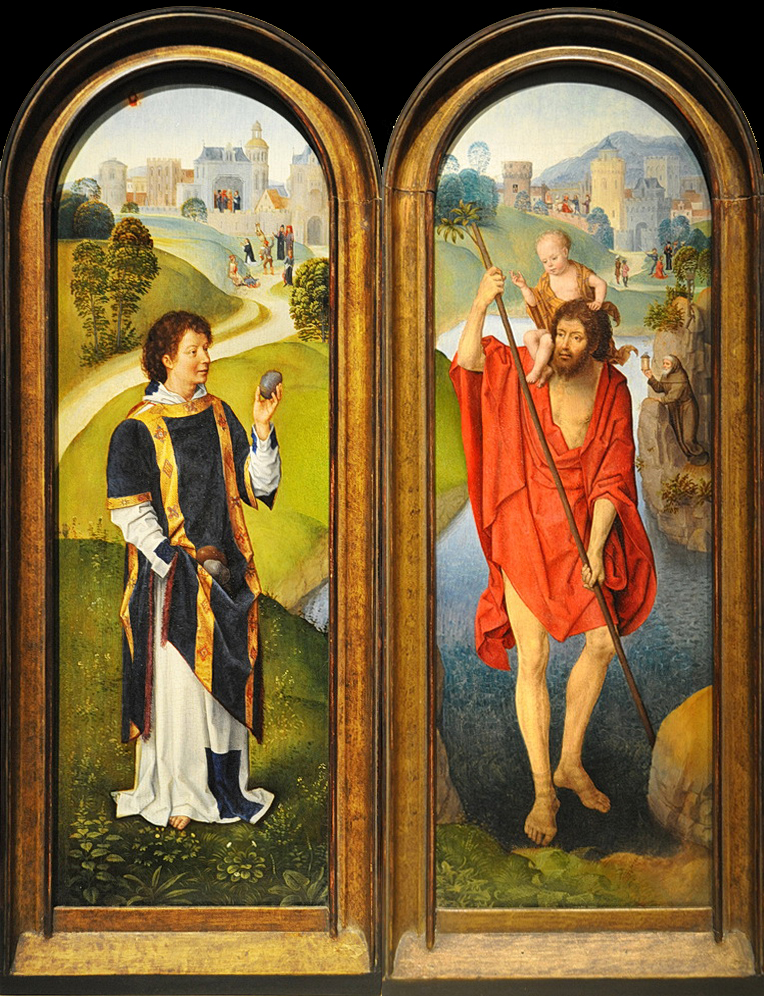
Saint Étienne et Saint Christophe (extérieur des volets).

Ce petit triptyque d'un extrême raffinement qui représente cinq saints debout n'a été reconstitué que dans les années 1970. 
Les quatre saints et la Vierge se tiennent sur une parterre semé de fleurs. Derrière les quatre saints, dans un paysage vallonné, entre des bâtiments imaginaires et sous des portiques, se jouent de minuscules petites scènes de leur légende. Cette narration ininterrompue dans l'espace est bien dans la manière de Memling (voir par exemple le Retable des deux saints Jean). Ce type de narration est développé notamment dans les Panoramas de Turin Scènes de la Passion du Christ, Munich (Les Sept joies de la Vierge) et Lübeck (Triptyque Greverade).
Derrière Jean-Baptiste, on aperçoit le Festin d'Hérode, la Décollation de saint-Jean Baptiste, le Ecce Agnus Dei et le Baptême du Christ.
Derrière Marie-Madeleine, on voit le Repas chez Simon, la Résurrection de Lazare, le Noli me tangere ainsi qu'une image rare de l’Assomption de Marie-Madeleine lors de sa vie érémitique en Provence. Marie-Madeleine, élégamment vêtue, est reconnaissable à son attribut le plus fréquent et le plus ancien,  le vase à nard dont elle oint les pieds de Jésus chez Simon (et qu'elle avait apporté avec elle au Sépulcre).
Derrière saint Étienne, que l'on reconnaît à la pierre qu'il tient à la main, et qui rappelle qu'il a été lapidé, sous l'apparition du Christ dans le ciel, la Dispute de saint Étienne et des juifs et sa Lapidation.
On reconnaît saint Christophe à sa fonction de porteur du Christ. Selon la légende, rapportée dans la Légende dorée, le géant qui cherchait à se mettre au service de l'homme le plus puissant du monde, rencontre à la fin de sa quête un ermite, représenté à sa droite. Derrière la personne du saint, deux scènes représentent son martyre : le Martyre du heaume brûlant  (un casque de fer rougi au feu est mis sur sa tête) et sa décollation.
Le panneau central, avec le repos pendant la fuite en Égypte, rappelle à l'arrière-plan les événements qui l'ont précédé: le Massacre des Innocents et le Miracle du champ de blé, scènes inhabituelles par leur exécution iconographique. La Vierge est debout, alors qu'habituellement, elle se repose assise. Joseph, derrière elle, cueille des dattes d'un arbre qui se penche miraculeusement vers lui. Il est accompagné du bœuf et de l'âne. Sa gourde est posée entre les racines de l'arbre, à l'endroit où  va jaillir la source. Divers animaux peuplent la scène  : à l'extrême gauche, un couple de lions, deux singes sur le rocher, un oiseau de proie au sommet, une pie à la mi-hauteur.

## Historique
Ce triptyque n'a été reconstitué que dans les années 1970. Il était déjà démantelé quand il se trouvait dans la collection de Lucien Bonaparte, l'endroit et le revers des volets déjà séparés et transformés en tableaux indépendants.
Le sommet des volets était en arc de quart de cercle, forme rare chez Memling. Il a été scié en demi-cercle de manière à créer, avec leurs revers, quatre petits tableaux. Les panneaux intérieurs qui se trouvent à Paris ont une large bordure avec des repeints qui complètent la composition. La présentation au Louvre cache ces repeints, mais on voit en haut  les lacunes dues à l'ajustement.
Attribués d'abord à Jan van Eyck, vendus au roi Guillaume II comme étant de Van der Goes, les panneaux sont réattribués à Memling dès les années 1850. La date de création ne fait pas l'unanimité des spécialistes. Un examen dendrochronologique n'est pas possible puisque la peinture a été transférée sur un autre support. Le commanditaire de ce triptyque n'est pas connu.
Les tableaux sont mis en vente en 1816 (vente Lucien Bonaparte). Les volets sont achetés par le roi Guillaume II en 1823, le panneau central en 1839. Les volets intérieurs sont achetés par Le Louvre, le panneau central en 1850 par le baron de Rothschild, puis acquis par le Louvre en 1874. Les volets extérieurs sont achetés pour la collection Edwards, Cincinnati, en 1924, et offerts au musée par Madame Edwards en 1955.